# X-Ray Dog
X-Ray Dog (ou XRD) est un studio de musique hollywoodien situé à Burbank en Californie. Il est dirigé par Chris Field.
X-Ray Dog est un consortium de compositeurs et de musiciens qui se consacrent à faire de la musique orchestrale avec ou sans chœurs, pour des bandes-annonces télévisuelles ou de films. Ce style de musique orchestrale est similaire à celle produite par d'autres grands groupes de compositeurs de musique de bande-annonce de films : Immediate Music, E.S. Posthumus, Audiomachine, Brand X Music, Two Steps from Hell ou Epic Score. Il produit également divers genres de musique (pop, rock, électronique, FX (sons 3D), funk, jazz, salsa, etc.) pour des spots TV, jeux vidéo notamment.
Par exemple, la musique des bandes-annonces des Super Smash Bros. (série), Sonic (série), Doctor Who, Alerte Cobra, Pirates des Caraïbes, Spiderman, Harry Potter, Le Monde de Narnia : Le Lion, la Sorcière blanche et l'Armoire magique, King Kong et Transformers est issue des studios X-Ray Dog.

## Compositeurs
- Compositeurs principaux et réguliers :

Chris Field, Paul Dinletir, Mark Griskey, Justin R. Durban, Lior Rosner, Inon Zur, Jim Crew, Michael Rubino, Mitch Lijewski, Bernhard Groinig, Tim Stithem, Brian Rogers, Juan Suarez, Jono Brown, Assaf Rinde, Alistair Cooper, Leaky Brain, Tom Lilly.
- Compositeurs occasionnels :

Paul Gordon, Tim Davies, Randy Shams, Alistair Cooper, David Jones, David Levison, Rashid Lanie, Yvette Celi, Jason Moss, Terry Manning, Jim Suhler, Tal Bergman, Larry Seymour, Amotz Plessner, Fran Dyer, Dweezil Zappa, Dori Amarilo, Jeff Kollman, Bernhard Locker, Kevin Chown, Jaco Caraco, Magid Joe Mina, Ricardo Belled, Michael Sandgren, Tim Isle, Rich Florio, Michael Phillip, Chris Smith, Gio Moscardino, Vincent DiNinno, Barry Coffing, Luciano Storti ...

## Discographie
Leur musique n'est généralement pas disponible dans le commerce, car elle s'adresse directement aux studios de cinéma. Le site internet Play, production music propose d'écouter gratuitement en ligne l'intégralité des albums d'X-Ray Dog (Tous les morceaux sur le site sont encodés en 128 kbit/s).
Au début de l'année 2009, XRD ont sorti 6 albums. Leur discographie regroupe plus 2000 titres et 42 albums.
Chaque album contient 20 à 100 morceaux environ : 
| N° de l'album   | Titre de l’album                 | Genre                                                         | Nombre de titres |
| --------------- | -------------------------------- | ------------------------------------------------------------- | --- |
| XRCD 01         | New Music                        | Orchestral – Action Drama                                     | 35 titres dont Cyberworld, Indigo, Fata Morgana, Heartbeat Of Man, Freeflight                                                             |
| XRCD 02         | Bonz Unleashed                   | Orchestral/Rock                                               | 48 titres |
| XRCD 03         | Prime Cuts                       | Orchestral – Action Drama/Techno                              | 50 titres |
| XRCD 04         | Sit Up And Listen                | Orchestral – Heroic Triumphany Romantic                       | 24 titres dont Gothic Power - MIX 1, Countdown                                                                                            |
| XRCD 05         | Fresh Meat                       | Orchestral – Action Drama/Rock/Techno                         | 42 titres dont Dark River |
| XRCD 06         | New tricks                       | Orchestral – Comedy/Rock/Jazz                                 | 64 titres |
| XRCD 07         | Mad Dog                          | Orchestral - Drama Alternative Gothic                         | 56 titres dont Voices Of War, Power Of Darkness, Voices Of Glory, Call To Battle, The Arrival                                             |
| XRCD 08         | A Breed Apart                    | Orchestral – Heroic Triumphany Action                         | 50 titres dont Hero's Return, The Journey, The Exalted One, Apocalypse                                                                    |
| XRCD 09XRCD 10  | Double Live, Doggie Style (2 CD) | Orchestral - Drama Alternative Gothic - Comedy/Rock           | 89 titres (CD 1: 44, CD2 : 45) dont Farewell to the King, Time Will Tell, Mission of Discovery, Elimination Game MIX 1, Shadow of Tyranny |
| XRCD 11         | Dog Party                        | Orchestral/Rock Comedy                                        | 51 titres |
| XRCD 12         | Canis Rex I                      | Orchestral – Heroic Triumphany Romantic                       | 40 titres dont Victoria, Across The World, The Prophet, Ascension, Burning Woman, Enter the Arena                                         |
| XRCD 13         | Canis Rex II                     | Orchestral – Dark Action                                      | 43 titres dont Here Comes the King, Live Or Die, Apassionata                                                                              |
| XRCD 14XRCD 15  | Dog Eat Dog (2 CD)               | Orchestral – Dark Action                                      | 91 titres (CD 1: 55, CD2 : 36) dont Dethroned, Marche de Santans, Mystic Knights, Indigo, Dead Men                                        |
| XRCD 16         | Hellhounds                       | Rock                                                          | 54 titres |
| XRCD 17         | Bites & Bark Growls              | 3D Trailers Drums FX/Sound Design                             | 85 titres dont Giant Slayer |
| XRCD 18         | B.B.G. Elements                  | 3D Trailers Drums FX/Sound Design                             | 94 titres |
| XRCD 19         | Dog Gone Wild                    | Alternative Rock                                              | 45 titres |
| XRCD 20         | X-Ray Spex                       | Rock - Comedy                                                 | 58 titres |
| XRCD 21         | Best in Show                     | Drama Adventure Comedy                                        | 50 titres |
| XRCD 22         | Mightydog                        | Action                                                        | 58 titres |
| XRCD 23XRCD 24  | K-9 Empire (2 CD)                | Drama                                                         | 83 titres (CD 1: 47, CD2 : 36) dont Darkness And Light, Leviathan, Return Of The King                                                     |
| XRCD 25XRCD 26  | Cerberus (2 CD)                  | Action                                                        | 103 titres (CD 1: 58, CD2 : 45) |
| XRCD 27XRCD 28  | Boneyard (2 CD)                  | Drama                                                         | 117 titres (CD 1: 48, CD2 : 59) |
| XRCD 29         | Dog Rock                         | Rock – Anthems Traditional Action                             | 36 titres |
| XRCD 30         | Alpha Dog                        | Rock – Fast Dark Industrial                                   | 43 titres |
| XRCD 31         | Mechanical                       | Techno – Remix Spy R&B                                        | 41 titres |
| XRCD 32XRCD 33  | Dogs of War (2 CD)               | Rock - Drama Alternative Gothic                               | 60 titres (CD 1: 39, CD2 : 21) |
| XRCD 34         | Top Dog                          | Orchestral – Heroic Triumphany Comedy                         | 71 titres dont City Of Gold, Darkest Light                                                                                                |
| XRCD 35         | Argos                            | Orchestral – Heroic Action Adventure Drama                    | 47 titres dont Darkest Empire |
| XRCD 36         | Anubis                           | Orchestral – Drama                                            | 43 titres |
| XRCD 37         | Canis Maximus                    | Orchestral – Heroic Action                                    | 51 titres |
| XRCD 38         | Feed the Beast                   | Orchestral – Dark Action                                      | 57 titres |
| XRCD 39         | Night Hounds                     | Rock/Industrial – Modern Drama                                | 43 titres |
| XRCD 40         | Woofer                           | Comedy Pop Rock                                               | 55 titres |
| XRCD 41         | Rip Chew Gnaw                    | Horror Suspence Atmospheric                                   | 93 titres |
| XRCD 42         | Internal Organs                  | Horror Suspence Atmospheric/3D Trailers Drums FX/Sound Design | 99 titres |
| XRCD 43         | Seeing Eye                       |                                                               | 48 titres |
| XRCD 44-47      | Bite Size                        |                                                               | 387 titres - 4CD |
| XRCD 48         | Bare Bones                       |                                                               | 50 titres |
| XRCD 49         | Scent of Evil                    |                                                               | 60 titres |
| XRCD 50         | Pet Shop                         |                                                               | 79 titres |
| XRCD 51         | Muttsketeer                      |                                                               | 56 titres |
| XRCD 52         | X Pack                           |                                                               | 46 titres |
| XRCD 53         | Funny Bones                      |                                                               | |
| XRCD 54         | Big Licks                        |                                                               | |
| XRCD 55         | Canis Optimus                    |                                                               | |
| XRCD 56         | Canis Destructus                 |                                                               | |
| XRCD 57         | Beast Breaks                     |                                                               | |
| XRCD 58         | Hot Pursuit                      |                                                               | |
| XRCD 59         | Dog Beds - vol.1 : Top Chops     |                                                               | |
| XRCD 60         | Dog Beds - vol.2 : Dogma         |                                                               | |
| XRCD 61         | Battle Bred                      |                                                               | |
| XRCD 62         | Man's Best Friend                |                                                               | |
| XRCD 63         | Every dog has its day            |                                                               | |
| XRCD 64         | Bury the Bone                    |                                                               | |
| XRCD 65         | Stray                            |                                                               | |
| XRCD 66         | Beware of dog                    |                                                               | |
| XRCD 67 XRCD 68 | Guard Dog'Guard Dog Drums        |                                                               | |
| XRCD 69         | Perreando                        |                                                               | |
| XRCD 70         | Master                           |                                                               | |
| XRCD 71         | Leader                           |                                                               | |
| XRCD 72         | Sheperd                          |                                                               | |
| XRCD 73         | Pure Bred                        | Light Drama – Classical Drama                                 | 59 titres |

### Bandes annonces, teasers, trailers et bande originale
Quelques exemples de bandes-annonces:
1991
- Le Silence des agneaux : Ravenous

1993
- La Liste de Schindler : Gothic Power

1994
- Forrest Gump : Warpath

1995
- Alerte Cobra : Darkness and Light (No Vox)
- Apollo 13 : Countdown
- Braveheart : Gothic Power

1997
- Titanic: Return Home

2003
- The Watcher : Darkness and Light (No Vox)
- Hulk: Apocalypse

2004
- Alexandre : Clash of Arms
- Le Jour d'après : Shadow of Tyrrany
- Harry Potter et le Prisonnier d'Azkaban : The Revelation

2005
- Doctor Who : Darkness and Light (No Vox)
- La Guerre des mondes : Gothic Power
- Pirates des Caraïbes : Le Secret du coffre maudit : Voices Of War
- Le Monde de Narnia : Le Lion, la Sorcière blanche et l'Armoire magique : Here Comes The King
- King Kong : Dethroned
- Les 4 Fantastiques  : Dethroned
- Elektra (bande originale): Shadowman, Internal Combustion, Explosive Situation, Valor Quest et Dead Men
- Elektra (Theatrical Teaser): Ancien Warrior, Clash Of Arms et Surprise Attack
- Elektra (Tv Trailer): Shadowman

2006
- Sonic the Hedgehog : Darkness and Light (No Vox), Darkness and Light
- Harry Potter et la Coupe de feu : Bells From Hell
- Prison Break (série télévisée) (bande originale) : Here Comes The King
- Lost : Les Disparus: Fata Morgana

2007                  
- Spider-Man 3: Gothix (non-choir)
- Pirates des Caraïbes : Jusqu'au bout du monde: Return of the King, Dark Empire Remix et Skeletons Rising
- Transformers: Timeline (No Vox)
- Harry Potter et l'Ordre du phénix: Titans (No Vox)
- Into the Wild: Acts of courage (trailer)
- La Légende du Dernier Dragon des Mers: Cirque de Loco

2008
- Sonic Unleashed : Eye of the Storm
- Super Smash Bros. Brawl : Darkness and Light (No Vox), Darkness and Light
- Iron Man: Rankle
- Hancock: Dark Empire Remix
- Indiana Jones et le Royaume du crâne de cristal: Alpha Commander
- The Dark Knight : Le Chevalier noir : Army of Doom
- Le Jour où la Terre s'arrêta : Timeline
- Twilight, chapitre I : Fascination : The Power of One
- Reviens-moi: The vision

2009
- Harry Potter et le Prince de sang-mêlé (Teaser Trailer) : City of Gold
- Cœur d'encre (International Trailer) : Ascend and Conquer
- Gran Torino : Through The Fire
- Little Ashes : Time Will Tell
- L'Imaginarium du docteur Parnassus : The Odyssey
- Alice au pays des merveilles (Bande Annonce 2) : The Guardian Cirque de Loco
- Alice au pays des merveilles (Tv Spot) : Centaur

2010
- Sonic Colours : Imperial Force
- Ao, le dernier Néanderthal : Act of Courage
- Le Livre d'Eli : Centaur
- Karaté Kid (The Karate Kid) : Hope Always
- Harry Potter et les Reliques de la Mort Partie 1 (Tv Spot VO) : Mischievous Tricks

2011
- Sonic Generations : Darkest Light, Darkest Light (No Vox)
- Twilight, chapitre IV : Révélation : Choose Your Destiny, Acts of Courage, Total Carnage
- Harry Potter et les Reliques de la Mort Partie 2 (Tv Spot VO) : Malice In Wonderland
- ZOO Keeper : Mischievous Tricks

2012
- Miroir Miroir : Malice In Wonderland

2013
- Le Monde fantastique d'Oz : Center of the World, Flying Monkeys, Follow the Clued

2014
- Maléfique : Choose Your Destiny
- Super Smash Bros. for Nintendo 3DS / for Wii U : Darkness and Light (No Vox), Darkness and Light

2018
- Dragon Ball Super: Broly : Parallel Universe